# Rio Daoura
O Rio Daoura (pronúncia: daura; em francês: Oued Daoura) é um uádi que resulta da união dos uádis ou rios Ziz e Rheris, os quais nascem nas montanhas do Alto Atlas, em Marrocos, e se unem a sudoeste de Taouz e de Merzouga. As suas águas perdem-se no deserto do Saara, em território da Argélia.